# Alecto (mitologia grega)
Alecto o Al·lecto (grec: Ἀληκτώ, "la implacable") és una de les tres fúries que segons la mitologia grega habitava el tàrtar. Segons Hesíode, ella i les seves germanes Megera i Tisífone van néixer de la sang d'Urà quan Cronos va castrar-lo.
Alecto és la fúria encarregada de castigar els crims morals (com la còlera, la supèrbia…), especialment quan s'han comès envers altres persones. La seva funció és bastant semblant a la de Nèmesi, amb la diferència que aquesta última castiga els crims morals contra els déus.
Alecto apareix a l'Eneida de Virgili, i juntament amb les altres tres fúries a l'Infern de Dante.